# Zaria (goélette)
Pour les articles homonymes, voir Zarya.
Zaria ( en russe : Заря, l’« aube ») est un navire scientifique originellement soviétique puis, russe, dédié aux explorations du champ magnétique terrestre. C'est une goélette à trois mâts. Pour éliminer les influences du fer sur l’équipement scientifique, la plupart des pièces métalliques qui sont normalement fabriqués de fer sont réalises avec des métaux non ferreux. C'est pourquoi ce navire est appelé « goélette non magnétique » (en russe : немагнитная шхуна). Au cours de son utilisation, il s'agissait du seul navire scientifique non magnétique.

## Construction et caractéristiques techniques
Zaria est une goélette à trois mâts construite en bois. Les éléments de la coque et du gréement sont non magnétiques, même les ancres et les chaînes des ancres (les ancres sont en laiton et chaînes en bronze). Pour le ballast, du plomb et du granit sont utilisés. Les équipements en matériaux magnétiques, comme moteurs électriques et diesel, l'équipement radio, etc. sont groupés dans la poupe du navire, loin des appareils pour les mesures scientifiques.
- Déplacement : 600 tonnes pleine charge
- Longueur : 52,56 m (avec beaupré), 44,35 (sans beaupré)
- Maître-bau : 8,97 m
- Hauteur du bord : 3,90 m
- Tirant d'eau: 3,30 m
- Propulsion : 730 m2 des voiles et moteur unique diésel type R6D136 à 220 kW, une hélice
- Vitesse maximale : 7 à 8 nœuds
- Équipage : 35 marins plus 10 collaborateurs scientifiques[2]

## Histoire

### Construction et évolution
Zaria fut construite en 1952-1956 par les ateliers Laivateollisuus (fi) à Turku en Finlande sur commande d'Académie des sciences d'URSS. Zarya a fait ses explorations pour la plupart dans l'hémisphère sud, dans l'océan Pacifique.
Son gréement, initialement à voiles auriques, est changé pour un type bermudien en 1976.
En 1983, les mâts de la goélette sont changés. 

### Activités au service de la science
Dès 1956, Zaria a commencé à sillonner les mers, principalement pour enregistrer la déclinaison magnétique terrestre. En 1957 et 1958, durant l'Année géophysique internationale, Zaria gagna en notoriété en tant qu'unique navire capable de mesurer de manière fiable les champs magnétiques. Le trajet initial de Zaria prévoyait le parcours de 45 000 milles à travers le Nord de l'Océan Atlantique, la mer Noire, la mer Méditerranée et la mer d'Arabie. Elle poursuivit son parcours jusqu'à l'Océan Pacifique. En 1964, elle avait déjà parcouru plus de 300 000 km.
| Océan            | Période d'étude                          | Distance totale parcourue |
| ---------------- | ---------------------------------------- | ------------------------- |
| Océan Atlantique | 1957-1958, puis 1964-1966, jusqu'en 1968 | 81 000 milles             |
| Océan Indien     | 1957-1959, puis 1966-1967                | 69 000 milles             |
| Océan Pacifique  | 1960-1963                                | 67 000 milles             |

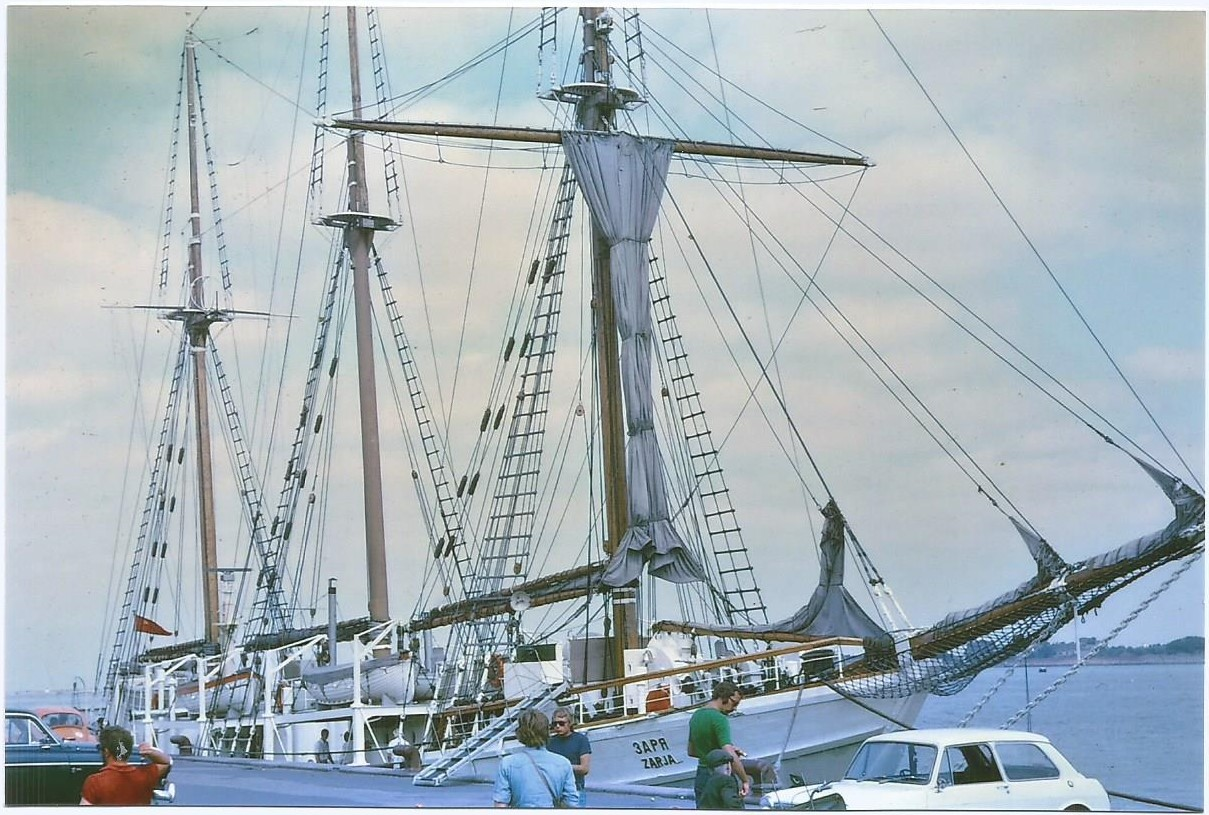
La goélette Zaria dans le port de Copenhague en juillet 1973

La mission scientifique de Zaria s'acheva en 1991. Elle a reçu les éloges des scientifiques américains pour son apport exceptionnel en géomagnétisme .
Zaria a pu se voir confier d'autres missions, comme l'exploration verticale de la ionosphère, ou l'enregistrement de flux de neutrons. Les campagnes de Zarya ont permis de découvrir plusieurs anomalies magnétiques, d'affiner la compréhension de la structure du champ magnétique terrestre, de son origine et de sa distribution.

### Cinéma
En 1985, le navire a servi à quelques scènes du tournage du film soviético-bulgare À la recherche du capitaine Grant se passant sur le Duncan.

## Honneurs
Le nom Zaria a été par la suite attribué à la partie russe de la Station spatiale internationale. Un rupes de Mercure a également reçu son nom en son honneur en 1976.

## Sources
- (ru) Тихомиров А., Шхуна «Заря» — «Моделист-Конструктор» 1967, № 8
- (ru) Статья "«Заря» - корабль науки." — «Юный Техник», 1964 год